# Sofiakathedraal (Tobolsk)
De Sofiakathedraal (Russisch: Софийский собор) is een Russisch-orthodoxe kathedraal in de Russische stad Tobolsk in de oblast Tjoemen. De kathedraal staat binnen de muren van het kremlin van de stad en is het oudste stenen gebouw van Siberië.

## Geschiedenis
De kathedraal werd gebouwd op initiatief van metropoliet Pavl I nadat op dezelfde plek een houten kerk in de as werd gelegd door een stadsbrand op 27 mei 1677, die bijna de gehele stad had verwoest. De bouw begon in april 1683 nadat een groep ervaren werklieden uit Moskou arriveerde. Toen de kathedraal twee jaar later bijna gereed was, stortte een deel ervan in. Toch kon de kathedraal al worden gewijd in oktober 1686. Tegelijkertijd met de kathedraal kwam ook een kleine klokkentoren gereed. De kathedraal werd bekroond met uivormige koepels. De huidige koepels in Oekraïense barok zijn te danken aan de uit Kiev afkomstige metropoliet Filotheij, nadat een brand in 1723 vervanging noodzakelijk maakte. In 1704 werd een kapel aangebouwd en gewijd aan de orthodoxe heiligen Antonij en Feodosij (stichters van Holenklooster van Kiev). Een nieuwe uitbreiding vond in 1751 plaats langs de noordelijke muur van de kathedraal met een kapel gewijd aan de heilige Johannes Chrysostomos.
In 1710 werd een veelgeliefde en volgens ooggetuigen een prachtige iconostase geplaatst die nagenoeg de gehele oostelijke muur in beslag nam. Deze iconostase werd bij een renovatie in 1862 vervangen door een nieuwe. De naar Tobolsk verbannen Russische schilder Ivan Nikititsj Nikitin voorzag samen met zijn eveneens verbannen broers de kathedraal van fresco's. De huidige klokkentoren is uit het einde van de 18e eeuw, nadat de oudere klokkentoren was ingestort en is via de Sergiuskerk en de sacristie verbonden met de kathedraal.

## Sovjetperiode
Na de Oktoberrevolutie werd de kathedraal in 1920 gesloten en ontwijd. Het werd een opslagplaats voor graan. De kruisen op de koepels werden verwijderd en na de Tweede Wereldoorlog viel het gebouw ten prooi aan verdere verwaarlozing. De omvangrijke bibliotheek, het interieur en de beschilderingen gingen verloren. Vanaf 1961 werd de kathedraal onderdeel van het plaatselijke museum. In de jaren 80 begonnen de herstelwerkzaamheden.
In 1989 werd het gebouw teruggegeven aan de Russisch-orthodoxe Kerk en doet het weer dienst als hoofdkerk van het bisdom Tobolsk en Tjoemen. De kathedraal is geheel gerestaureerd, de grote koepel en de koepel van de toren werden verguld en de vier kleine koepels kregen een blauwe kleur met vergulde sterren. De erediensten werden hervat in 1993.